# Koh Nang Yuan
Koh Nang Yuan (en tailandés: เกาะนางยวน) es una isla del sur de Tailandia, ubicada en la orilla este del golfo de Tailandia, en el distrito Koh Phangan, en la provincia de Surat Thani, que forma parte del archipiélago Mu Ko Chumphon. Su particularidad es que está compuesta por tres islotes conectados por un banco de arena, logrando un escenario singular, al punto en que su imagen suele ser utilizada para promocionar las islas de Tailandia junto a la playa Maya, en Koh Phi Phi.
Se encuentra muy cerca de la isla Ko Tao (a unos 15 minutos de navegación) y es propicia para la práctica del submarinismo y del snorkel, por lo que diariamente es utilizada por numerosas compañías instaladas en Ko Tao dedicadas a la enseñanza del buceo.
Si bien es un punto turístico muy frecuentado por el turismo, la mayoría de los visitantes llega desde Ko Tao para pasar el día, ya que en Koh Nang Yuan hay un único alojamiento que también cuenta con un centro de buceo.

## Transporte
Al ser únicamente una reducida franja de arena entre tres islotes de formación montañosa, Koh Nang Yuan no cuenta con transporte interno. Se puede acceder en un catamarán desde el puerto Mae Haad o con pequeñas embarcaciones (como los taxis acuáticos o botes de cola larga) desde diversos puntos de Ko Tao.

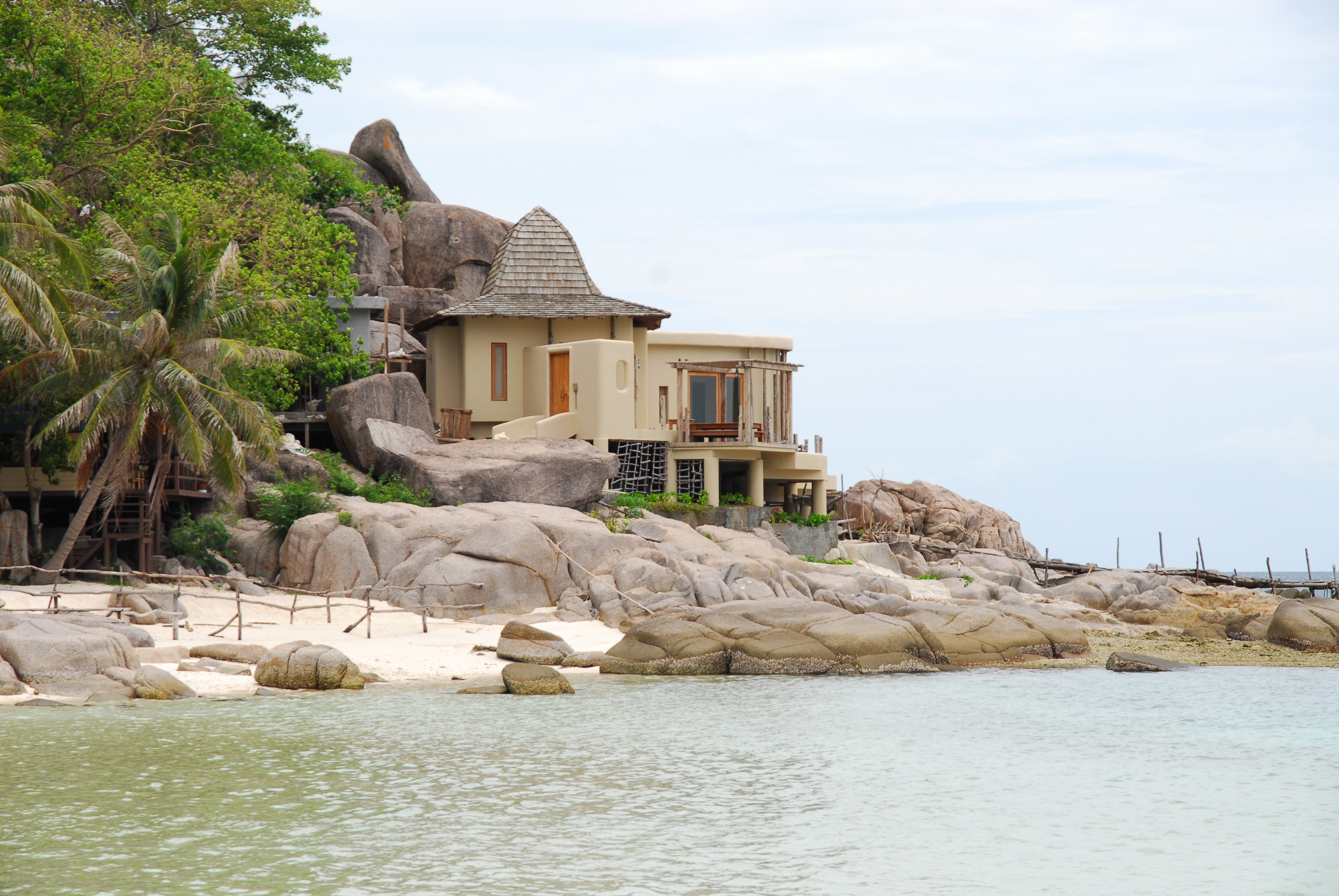
Bungaló en Koh Nang Yuan.
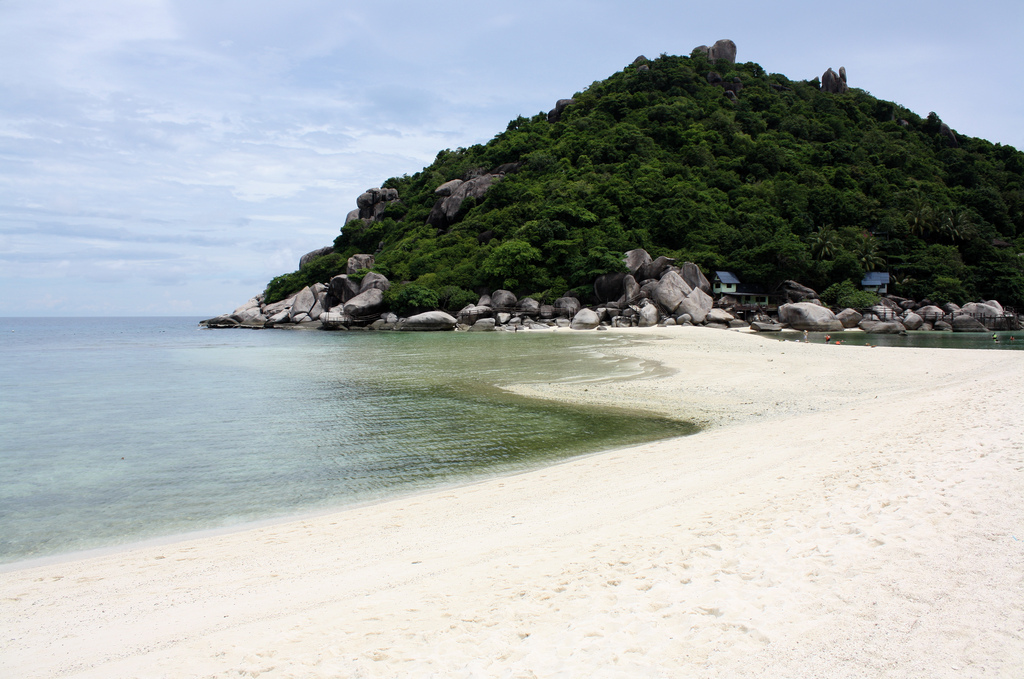
Vista desde la playa.
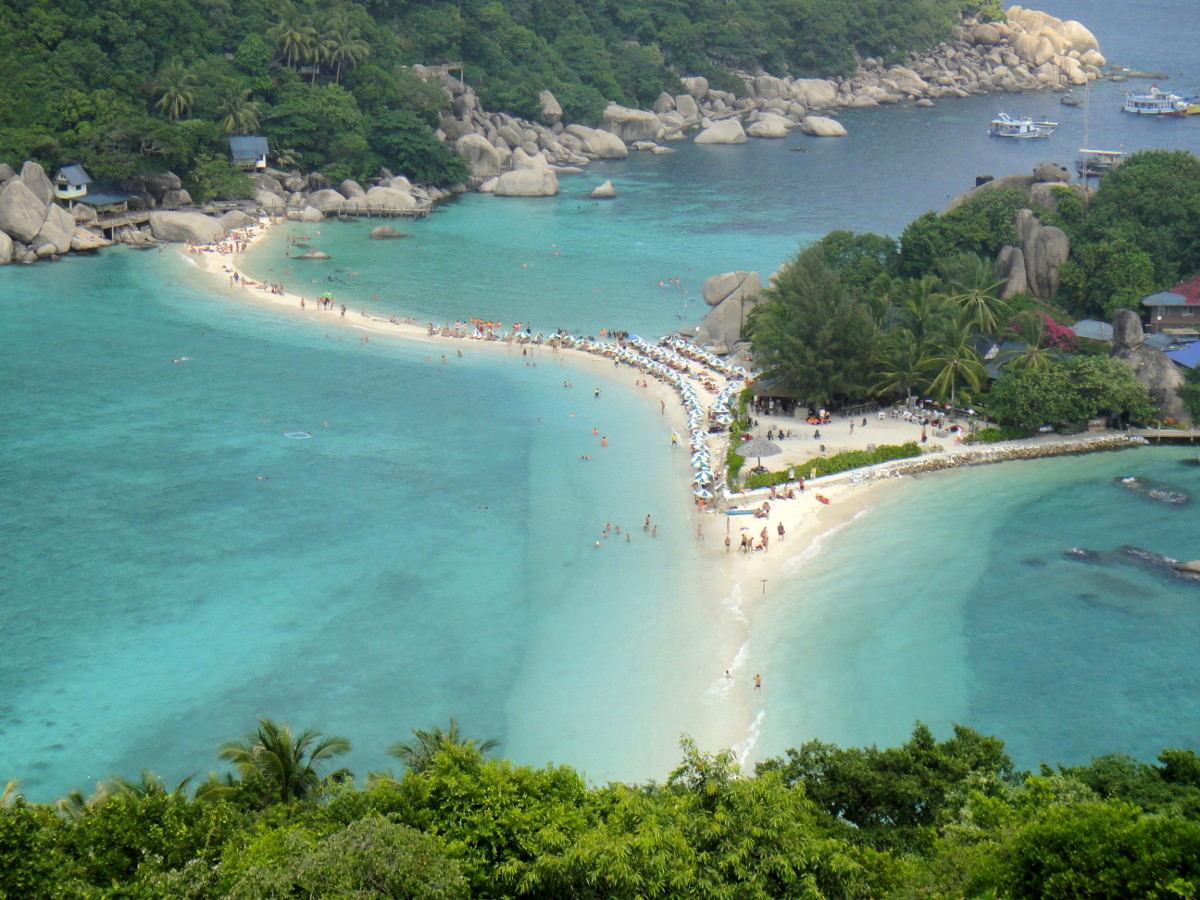
Vista desde el view point.
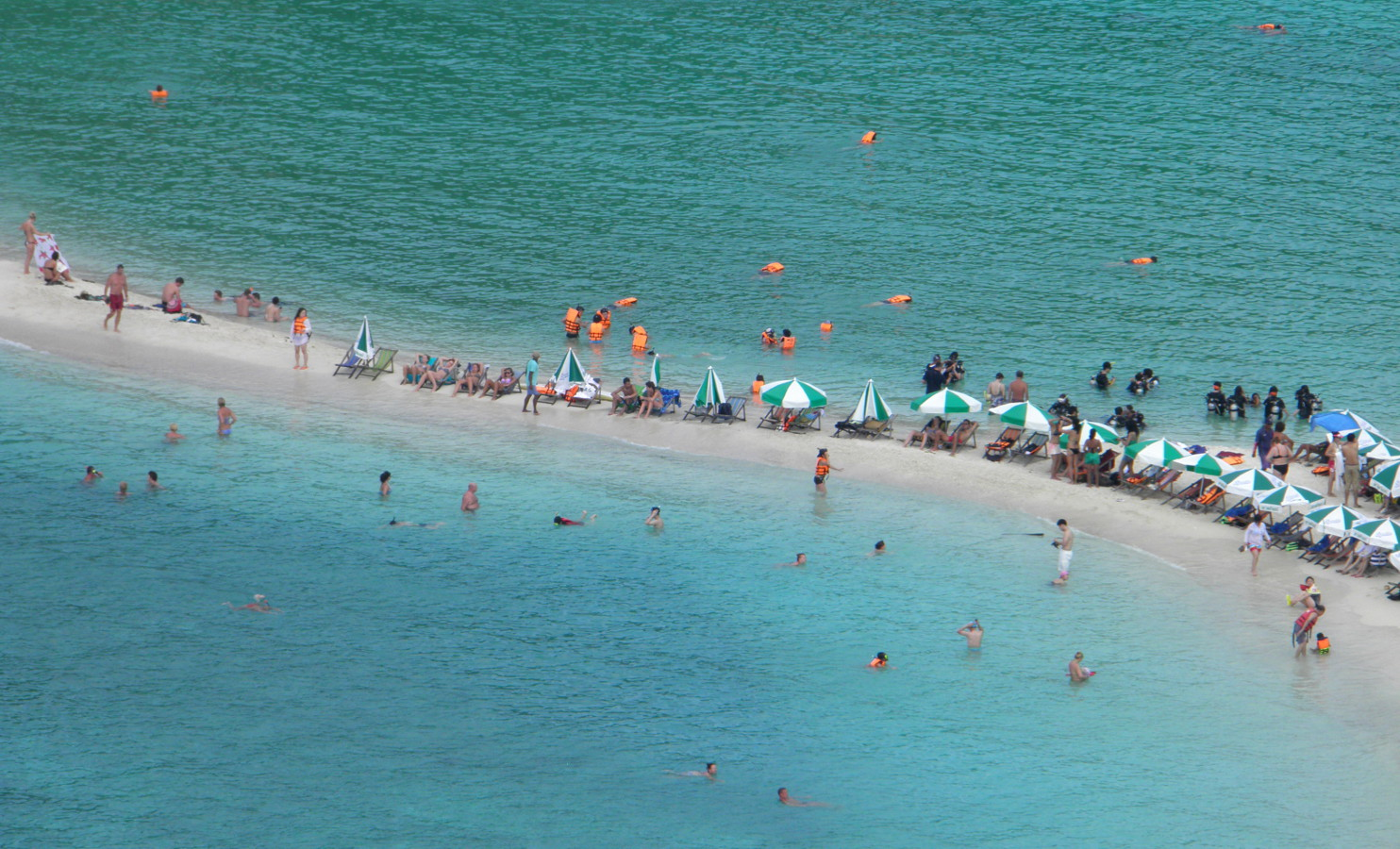
Bañistas y alumnos de buceo en la playa.
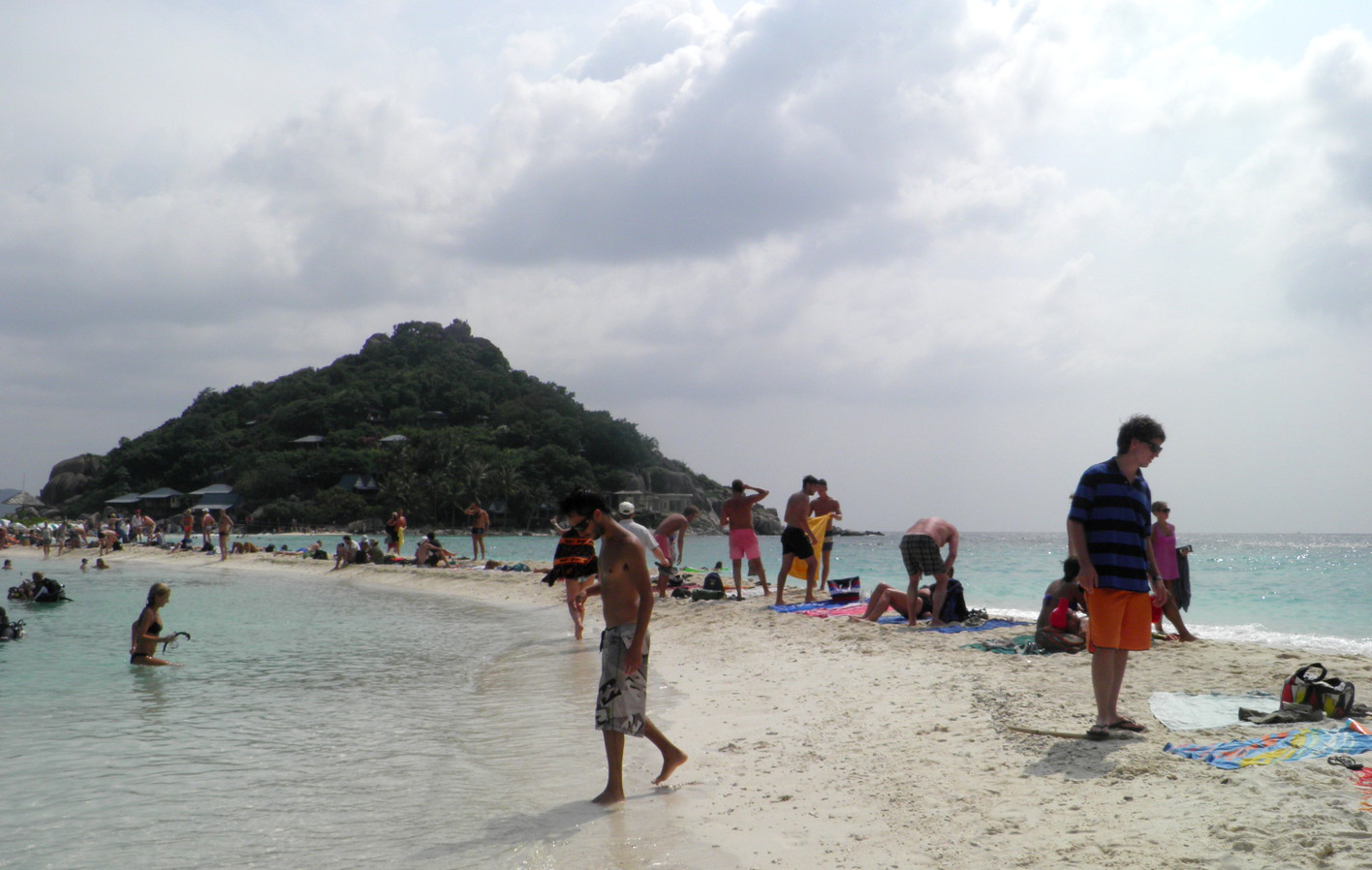
Vista desde la playa.